# Борисоглебск
Борисоглебск (рус. Борисоглебск) град је у Русији у Вороњешкој области. Према попису становништва из 2010. у граду је живело 65.585 становника.

## Географија
Површина града износи 49 km².

## Становништво
Према прелиминарним подацима са пописа, у граду је 2010. живело 65.585 становника, 3.807 (5,49%) мање него 2002.
| 1939.  | 1959.  | 1970.  | 1979.  | 1989.  | 2002.  | 2010.  |
| ------ | ------ | ------ | ------ | ------ | ------ | ------ |
| 52.876 | 54.415 | 63.733 | 67.621 | 72.338 | 69.392 | 65.585 |